# Alfred Savoir
Alfred Poznański dit Alfred Savoir, né dans la ville polonaise de Łódź le 23 janvier 1883 et mort dans le 16e arrondissement de Paris le 26 juin 1934, est un dramaturge français.

## Biographie
Alfred Poznański naît à Łódź, dans une famille juive-polonaise du royaume du Congrès, au sein de l'Empire russe. Après avoir fait ses études dans un lycée public de Łódź, il est admis à la Faculté de Droit de l'université de Montpellier (France). Une fois diplômé, il s'installe à Paris.
Passionné par le théâtre, il devient dramaturge, écrivant en français sous le pseudonyme d'Alfred Savoir. Sa première pièce, la comédie Le Troisième Couvert est mise en scène par Lugné-Poe en 1906. Ses pièces ont surtout été jouées en France, mais certaines ont traversé les frontières et ont connu le succès en Pologne, en Allemagne ou aux États-Unis. Outre ses comédies satiriques pour lesquelles il est surtout connu en son temps comme aujourd'hui, il a signé des vaudevilles et le drame historique La Petite Catherine sur Catherine la Grande. 
Poznanski a servi dans l'armée de l'air française pendant la Première Guerre mondiale. Il a reçu la Légion d'honneur pour son courage.
À la scène, Savoir était un rival de Steve Passeur, mais n'avait aucun doute sur sa propre supériorité comme dramaturge. Il arborait le surnom de « Bernard Shaw du boulevard ». Plusieurs de ses comédies traitent des relations amoureuses et abordent franchement le sexe puisque, selon l'écrivain, il s'agit d'« un appétit grâce auquel l'homme se révèle amusant », ce qui ne manque pas de créer des scandales à l'étranger et, notamment, aux États-Unis. 
La Huitième Femme de Barbe-Bleue (1921), comédie satirique, met en scène un homme qui se marie à plusieurs reprises au motif que sa femme acceptera de divorcer et de régler ses comptes grâce à un montant d'argent s'il en venait à perdre tout intérêt pour elle. Or, sa huitième épouse conteste cet arrangement et entend obtenir un mariage à ses propres conditions. L'intrigue, quelque peu controversée aux États-Unis, est néanmoins adaptée à deux reprises au cinéma : d'abord pour le film muet La Huitième Femme de Barbe-Bleue, réalisé en 1923 par Sam Wood, avec Gloria Swanson et Huntley Gordon, puis par les scénaristes Charles Brackett et Billy Wilder pour La Huitième Femme de Barbe-Bleue, film réalisé par Ernst Lubitsch, sorti en mars 1938, avec Claudette Colbert et Gary Cooper.
Banco (1922), pièce jugée audacieuse à l'époque, est pourtant produite à trois reprises à Paris dans les années 1920, puis adaptée par Clare Kummer et jouée par Alfred Lunt à Washington et New York, suscitant le scandale chez les Américains les plus puritains. Les studios de la Paramount finance l'adaptation de la pièce pour le film muet Lost: A Wife (en), réalisé par William C. deMille en 1925. 
Le Dompteur ou L'anglais tel qu'on le mange (1926), une farce sur le milieu du cirque est traduite en allemand sous le titre Der Dompteur et montée, en mars 1931, au Theater am Schiffbauerdamm de Berlin, avec une distribution incluant Carola Neher, Fritz Kampers, Gustaf Gründgens et Peter Lorre.

## Œuvre

### Pièces de théâtre
- 1906 : Le Troisième Couvert, mise en scène Lugné-Poe
- 1907 : Le Baptême pièce en 3 actes d'Alfred Savoir et Fernand Nozière, mise en scène Lugné-Poe, Théâtre Fémina, 26 novembre
- 1913 : L'Épate, comédie en 3 actes d'Alfred Savoir et André Picard, Théâtre Fémina, 25 janvier
- 1914 : Madame, comédie en 3 actes d'Abel Hermant et Alfred Savoir, Théâtre de la Porte-Saint-Martin, 10 février
- 1921 : La Huitième Femme de Barbe-Bleue, Théâtre de la Potinière, 14 janvier
- 1921 : Ce que femme veut (coécrite avec Étienne Rey), Théâtre des Mathurins
- 1922 : Banco, Théâtre de la Potinière
- 1923 : La Couturière de Lunéville, Théâtre du Vaudeville, Théâtre Femina
- 1924 : Banco, Théâtre des Variétés
- 1924 : La Grande Duchesse et le garçon d'étage, mise en scène Charlotte Lysès, Théâtre de l'Avenue
- 1924 : La Sonate à Kreutzer, comédie en 4 actes de Fernand Nozière et Alfred Savoir, Maison de l'Œuvre
- 1926 : Le Dompteur ou l'anglais tel qu'on le mange, mise en scène Gaston Baty, Théâtre Michel
- 1926 : Le Figurant de la Gaité, création au théâtre Danou, 26 mars[3].
- 1927 : Les Deux Amis, mise en scène Lugné-Poe, Théâtre de l'Œuvre
- 1929 : Banco, mise en scène Jules Berry, Théâtre de la Potinière, 26 mai
- 1929 : Chez les Chiens, Théâtre de la Potinière
- 1930 : La Petite Catherine, pièce en 2 actes, mise en scène René Rocher, Théâtre Antoine
- 1932 : La Pâtissière du village ou Madeleine, mise en scène Louis Jouvet, Théâtre Pigalle
- 1932 : La Margrave, mise en scène Louis Jouvet, Comédie des Champs-Élysées
- 1932 : Maria, Théâtre des Ambassadeurs, 26/10
- 1932 : Banco, Théâtre Marigny
- 1933 : La Voie lactée, comédie en 3 actes, mise en scène Harry Baur, Théâtre des Mathurins
- 1949 : Le Figurant de la Gaîté, Théâtre Montparnasse
- 1953 : La Petite Catherine, pièce en 2 actes, mise en scène Christian-Gérard, Théâtre des Bouffes Parisiens

## Adaptations
- 1910 : La Sonate à Kreutzer de Fernand Nozière et Alfred Savoir d'après Léon Tolstoï, mise en scène Lugné-Poe, Théâtre Fémina
- 1911 : L'Éternel Mari de Fernand Nozière et Alfred Savoir d'après Fiodor Dostoïevski, Théâtre Antoine
- 1921 : La Huitième Femme de Barbe-Bleue de Charlton Andrews, Théâtre des Mathurins
- 1932 : La Couturière de Lunéville réalisé par Harry Lachman.
- 1934 : Here Is My Heart de Frank Tuttle

## Distinctions
- Croix de guerre 1914-1918
- Chevalier de la Légion d'Honneur